# Le Prince du néant

Le Prince du néant (titre original : Prince of Nothing) est une trilogie de fantasy écrite par l'écrivain canadien Richard Scott Bakker. Elle a été écrite entre 2003 et 2006.

## Tomes
1. Autrefois les ténèbres, Fleuve noir, 2005 ((en) The Darkness That Comes Before, 2003)
2. Le Guerrier prophète, Fleuve noir, 2009 ((en) The Warrior-Prophet, 2004)
3. Le Chant des sorciers, Fleuve noir, 2009 ((en) The Thousandfold Thought, 2006)

## Personnages et factions

### Personnages principaux
- Drusas Achamian, un Sorcier du Mandat
- Anasûrimbor Kellhus, un Dûnyain
- Esmenet, une prostituée
- Cnaiür, un Scylvendi

### Factions

#### Les Dûnyain
Une secte monastique secrète dont les membres ont répudié l'histoire et les instincts animaux dans l'espoir de trouver la connaissance absolue à travers la maîtrise complète des désirs et des évènements.

#### La Consulte
Cabale de Mages et de Généraux qui a survécu à la mort du Non-dieu en 2155 et qui œuvre pour son retour lors de ce qui en est venu à être appelé la Seconde Apocalypse. Dans les trois Mers, rares sont ceux qui croient encore à son existence.

#### Les scolasticats
Nom collectif donné aux diverses académies de sorciers.
- Le Mandat : obsédés par le retour de la Consulte
- Les Flèches Ecarlates : le plus puissant des Scolasticats
- Le Saik Impérial : Scolasticat assujetti à l'empereur de Nansur
- Les Mysunsais : un Scolasticat mercenaire

#### Les factions inrithies
Religions polythéistes ayant la Dague comme Écriture.
- Les Mil Temples
- Les Chevaliers Shrial
- Les Conriyans
- Les Nansur
- Les Galeoth
- Les Tydonni
- Les Ainoni
- Les Thunyeri

#### Les factions fanims
Religion Monothéiste répudiant la Dague comme impie.
- Les Kianenais
- Les Cishaurim - Prêtres-sorciers dont la magie échappe totalement à ceux du scolasticat.

#### Les barbares
Le peuple Scylvendi

### Non-Humains
- Les Scrancs : les "Hurleurs". Chassent et se nourrissent d'humains.
- Les Inchorois